# Luknove, Korop
Luknove (în ucraineană Лукнове) este localitatea de reședință a comunei Luknove din raionul Korop, regiunea Cernihiv, Ucraina.

## Demografie
Componența lingvistică a localității Luknove
     Ucraineană (90,21%)
     Rusă (7,83%)
     Alte limbi (1,43%)
Conform recensământului din 2001, majoritatea populației localității Luknove era vorbitoare de ucraineană (90,21%), existând în minoritate și vorbitori de rusă (7,83%).